# Coetus internationalis ministrantium
Coetus internationalis ministrantium skraćeno CIM (na latinskom Međunarodni savez ministranata) je udruga biskupijskih delegata za ministrante unutar Rimokatoličke Crkve. Nakon pripremnog susreta u studenom 1959., osnovan je na susretu održanom od 14. do 16. studenog 1960. u Altenbergu, u blizini Kölna. Dana 27. siječnja 1967. CIM je službeno priznat ad experimentum na tri godine. Trenutni predsjednik je zrenjaninski biskup Ladislav Nemet. Sjedište mu je u Altenbergu gdje se ministranti uče profesionalnosti. Glavni događaj CIM-a je hodočašće ministranata u Rim svake četiri godine. To je događaj gdje se ministranti susreću iz cijele Europe radi razmjene iskustava i međusobnih susreta. Vrhunac hodoćašća je zajednička misa s papom.

## Vanjske poveznice
- minis-cim.net